# Alfred W. Lewis
Capitán Alfred W. Lewis fue un militar canadiense que participó en la Revolución mexicana. Estudió artillería en el ejército británico para después ser un soldado independiente que vagó por el mundo en busca de guerras en las cuales participar. Luchó para el Ejército Británico durante las Guerras de los Bóer. En 1910 se hizo cargo de la artillería de los Insurrectos maderistas dentro del cuerpo en donde se encontraba el Capitán James Charles Bulger y el entonces Coronel Antonio I. Villarreal.  Utilizó el cañón azul de Whistler/McGinty contra los federales en Ojinaga. Dejó la lucha con la entrada de Francisco I. Madero a la presidencia de México después de la caída de Ciudad Juárez por las tropas del General Pascual Orozco.